# Селещинский сельский совет (Машевский район)
Селещинский сельский совет (укр. Селещинська сільська рада) — входит в состав
Машевского района
Полтавской области
Украины.
Административный центр сельского совета находится в 
с. Селещина.

## Населённые пункты совета
- с. Селещина
- с. Латышовка
- с. Сухоносовка
- с. Тимченковка